# Der Deserteur (1933)

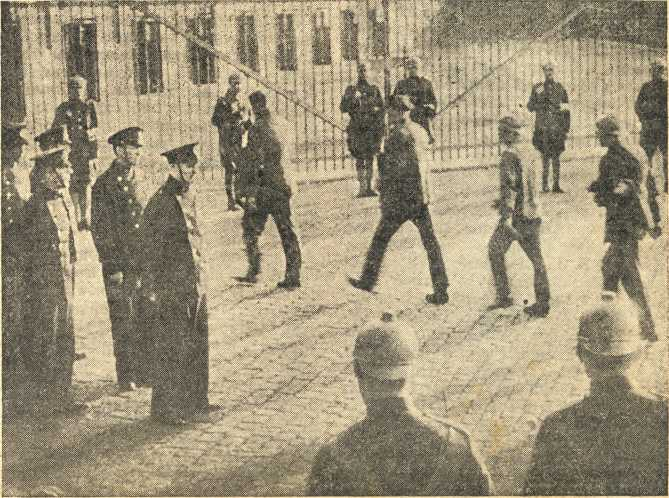

Der Deserteur (OT: Дезертир) ist ein sowjetischer Spielfilm aus dem Jahre 1933. Regie führte Wsewolod Pudowkin.

## Handlung
Der Hamburger Werftarbeiter Karl Renn ist Mitglied der kommunistischen Partei Deutschlands und bekommt aus der UdSSR den Auftrag, einen Generalstreik zu organisieren und Druck auf die Arbeitgeber auszuüben. Als es zu dem Streik kommt, finden mehrere Prügeleien mit der Polizei statt. Nach einem Monat Streik sind viele Arbeiter schon so erschöpft, dass sie zu Streikbrechern werden. Es kommt zu einer bewaffneten Auseinandersetzung, zu der sogar Karls Frau geht; er selbst bleibt aus Feigheit jedoch zu Hause. Trotzdem wird er als Delegierter der Partei, zusammen mit 4 Genossen, zu einer Versammlung in der Sowjetunion geschickt. Er bleibt dort, arbeitet in einem Hochofen und ist begeistert von dem kommunistischen System. Nach einigen Wochen erreicht ihn die Nachricht, sein Parteichef in Hamburg sei erschlagen worden. Er reist daraufhin zurück nach Deutschland, um den Kampf der Arbeiter weiter zu führen.

## Hintergrund
Der Deserteur war Wsewolod Pudowkins erster Tonfilm. Der Film wurde ab 1931 größtenteils in Moskau gedreht, teilweise (vor allem die Außenaufnahmen im Hafen) auch in Hamburg. Pudowkin stellte 1928 gemeinsam mit Sergej Eisenstein und Grigori Wassiljewitsch Alexandrow Theorien zum Tonfilm auf, die er in diesem Film auch verarbeitete, so z. B. der orchestrale Kontrapunkt von visuellen und akustischen Bildern. Diese als „formalistisch“ bezichtigten Experimente führten dazu, dass Pudowkin durch den Filmfunktionär Boris Sacharowitsch Schumjazki für fünf Jahre ein Drehverbot erhielt.
Der Film wurde 1933 in Moskau uraufgeführt, seine Premiere in den USA feierte der Film am 12. Oktober 1934. In Deutschland wurde er erstmals als Original mit Untertiteln am 1. Dezember 1973 im NDR ausgestrahlt.

## Kritik
„Ein von pathetischer Parteinahme getragener, politisch bewußt einseitiger Film, hochinteressant und sehenswert als historisches Dokument.“

„Pudowkin beweist erneut seine Fähigkeit das Publikum vor der Leinwand zu halten, aber die Laufzeit des "Deserteur" könnte 15 Minuten kürzer sein ohne seinen Wert zu verringern.“